# Alfonso Sorrosal de Villalonga
Alfonso Sorrosal de Villalonga (Zaragoza, 23 de enero de 1900 - Barcelona, 15 de octubre de 1946) fue un concertista de guitarra español.
Realizó por sí mismo y sin maestros los estudios musicales, iniciándose en la guitarra a los seis años. A pesar de su corta edad, empezó a dar conciertos en los centros artísticos de su tierra natal, presentándose con un quinteto infantil en el Teatro Principal (Zaragoza). Formó parte de la Tuna Estudiantil zaragozana, actuando como su solista de guitarra durante varios años. El 1916 ingresó en la Escuela de Telecomunicaciones de Madrid y con este motivo se dio a conocer en los medios artísticos de la capital española. 
El 1919 fue destinado como oficial de telégrafos en Zaragoza, no abandonando por eso sus conciertos de guitarra. En 1921 pasó al protectorado español de Marruecos con el batallón expedicionario de Aragón, donde cumplió sus deberes militares. En 1922 dio varios conciertos en Tetuán y el rey de Marruecos mostró deseo de escucharlo. Actuó en el Palacio de Califa, delante de Muley I Mehdi, el bajá de Tetuán, Sidi Mohamed el Hashi y el príncipe Muley Hassan. Desde esta fecha sus visitas artísticas a la residencia real fueron frecuentes. En 1924 dejó Tetuan y volvió a Zaragoza, para emprender un ciclo de conciertos por toda la Península, en los que quedó definitivamente consagrado.
En 1929 inició su tournée artística por el sur de Francia, Italia, Grecia y Rumanía. En Italia compuso el romance Matilde, dedicada a su esposa, y Variaciones sobre la jota, que grabaron en discos de la casa Brunswick. Actuó con gran éxito en Roma ante los reyes de Italia, y en Bucarest, ante la reina de Rumanía. Eln 1930 tuvo que suspender y anular sus contratos pendientes en Europa y América para permanecer en España por una grave enfermedad que atacaba su única hija. Por ello para atender a la total curación de aquella, volvió a su puesto en telégrafos.
Fue destinado a Santa Eulalia del Campo, pueblo de la provincia de Teruel. Allá pasó unos años entregado a la intimidad de su hogar y a la práctica diaria de su gran afición: la guitarra. En 1933 fue destinado en Barcelona, en la que alternó la profesión con su arte. Actuó en teatros y salones particulares del alta sociedad barcelonesa. De 1936 a 1939 dejó prácticamente inactiva la guitarra debido a la guerra civil. A principios de 1940 se le declaró una cirrosis hepática que lo puso a las puertas de la muerte. Posteriormente, tras mejorar su salud, reemprendió en 1941 su campaña artística, limitada a Cataluña, con esporádicas actuaciones en Bilbao y Zaragoza.
El 8 de julio de 1941 actuó en un acto conmemorativo del CII aniversario de la muerte del compositor y virtuoso de la guitarra Ferran Sors, interpretando sus Minués, Andantino y Estudios. Así mismo actuó en el homenaje que se realizó al que gran maestro de la guitarra Tàrrega, el 16 de diciembre del mismo año. Grabó diversas de sus interpretaciones a la casa Odeon Records. Continuó hasta que recayó en su grave cirrosis. Desde abril de 1946 se mantuvo en la enfermedad, que le ocasionó la muerte el 15 de octubre del mismo año.

## Análisis técnico
La crítica coincide en apreciar que Sorrosal supeditó sus facultades al sentimiento. Tocaba tanto con las manos como con el corazón. Franz Konwitschny, director de la Orquesta Sinfónica de Fráncfort del Meno, afirmó que la 

guitarra de Sorrosal era una orquestra de donde surgían todos los colores del sueño y de la poesía..., fina sensibilidad musical, con un sentido de dicción perfecto.

Benvenuto Terzi, profesor del Conservatorio de Milán, escribió al hacer la crítica de un concierto de Sorrosal en la Ópera de Milán:

fuerte personalidad, temperamento apasionado, imprime una extraordinaria pureza y calidad él, musicalidad en elto grado, estos son los más destacados valores del guitarrista español.